# The Present (album)
The Present è l'undicesimo disco in studio del gruppo rock The Moody Blues pubblicato nel 1983.

## Tracce
1. "Blue World" (Justin Hayward) – 5:19
2. "Meet Me Halfway" (Hayward/John Lodge) – 4:08
3. "Sitting at the Wheel" (Lodge) – 5:40
4. "Going Nowhere" (Graeme Edge) – 5:33
5. "Hole in the World" (Lodge) – 1:54
6. "Under My Feet" (Lodge) – 4:51
7. "It's Cold Outside of Your Heart" (Hayward) – 4:27
8. "Running Water" (Hayward) – 3:23
9. "I Am" (Ray Thomas) – 1:40
10. "Sorry" (Thomas) – 5:02

## Formazione
- Justin Hayward: Chitarra/Voce
- John Lodge: Basso/Voce
- Ray Thomas: Flauto/Voce
- Graeme Edge: Batteria
- Patrick Moraz: Tastiera